# Pèsol garrofal
El pèsol garrofal, pèsol de Llavaneres o pèsol de floreta és una varietat de pèsol Alderman d'origen australià típic de la zona central de la comarca del Maresme, especialment de Sant Andreu de Llavaneres.
El pèsol garrofal de Sant Andreu de Llavaneres esta distingit amb una marca de garantia de qualitat, la qual es donada a les hortes del terme del municipi: Horta Rabassa, Horta Marcó, Horta Graupera, Horta Pera Vivan, Horta Xavier Amat.
La presència del pèsol garrofal en els camps de garrofals es considera que va propiciar una adaptació específica a la zona. La llavor que es fa servir la produeixen els mateixos pagesos de la vila. Es sembra cap al mes d'octubre en terrenys silicis i arenosos. La pesolera de la floreta pot arribar a fer més de dos metres d'alçada i, per això, no s'acostuma a cultivar en hivernacle. Entre febrer i maig es comença a collir el pèsol. Les tavelles contenen entre 4 i 10 pèsols, lleugerament més petits que els convencionals.
El seu principal tret diferenciador és la gran dolçor. La recepta més popular a la comarca que es prepara amb aquests pèsols són els "pèsols ofegats a l'estil de Llavaneres", tot i que ofereixen un ampli ventall d'adaptacions a la cuina.